# Xenopsylla acomydis
Xenopsylla acomydis es una especie de pulga del género Xenopsylla, familia Pulicidae. Fue descrito por primera vez en 1977 por Peus.